# Ангел Русской церкви против отца всех народов
«Ангел Русской церкви против отца всех народов» — документальный фильм Валерия Залотухи, снятый в 2005 году.

## Содержание
В фильме рассказывается о судьбе Русской православной церкви и её иерархов в 1920-е — 1940-е годы.
В центре повествования — момент в современной истории Русской Церкви, когда после гонений, массовых расстрелов клириков и мирян, разрушения храмов, осквернения святынь, советская власть пошла на диалог с иерархами РПЦ.
По инициативе Председателя СНК И. В. Сталина 4 сентября 1943 года в Кремле состоялась встреча, на которой со стороны советского правительства присутствовали Сталин, нарком иностранных дел В. М. Молотов и полковник госбезопасности Г. Г. Карпов (впоследствии — Председатель Совета по делам РПЦ), со стороны Церкви — Патриарший местоблюститель митрополит Сергий (Страгородский), митрополиты Алексий (Симанский) и Николай (Ярушевич).
В фильме рассказывается, что обсуждалось на этой встрече, чем она закончилась и как повлияла на дальнейшую историю РПЦ.
В фильме использованы кадры советской и германской кинохроники первой половины XX века.

## Награды
- Гран-при VI Международного фестиваля православного кино «Покров», 2006 год[1].
- Диплом в конкурсе специальных программ «Россия: вера, надежда, любовь» на XVI Международном кинофестивале документальных, короткометражных игровых и анимационных фильмов «Послание к человеку», 2006 год[2].
- Приз Российского государственного архива кинофотодокументов «За высокохудожественное отражение реальности на экране с использованием кинолетописи» на фестивале документального кино «Россия» (Екатеринбург, 2006)[3].